# Paraphytoseius seychellensis
Paraphytoseius seychellensis är en spindeldjursart som beskrevs av Schicha och Corpuz-Raros 1985. Paraphytoseius seychellensis ingår i släktet Paraphytoseius och familjen Phytoseiidae. Inga underarter finns listade i Catalogue of Life.